# Chiesa di San Giuseppe (Torino)
La chiesa di San Giuseppe è una delle chiese di Torino, sita in via Santa Teresa 22, fra via dei Mercanti e via San Francesco di Assisi. Non va confusa con la chiesa del Patrocinio di San Giuseppe di via Biglieri 7 nel quartiere  Nizza Millefonti.

## Storia e descrizione
La chiesa venne costruita ristrutturando la vecchia chiesa del Monastero delle Madri del Santissimo Crocifisso. La nuova chiesa fu opera dell'architetto Carlo Emanuele Lanfranchi ed i lavori ebbero inizio verso il 1681, dopo che i Ministri degli Infermi si erano stabiliti in città. Ha pianta a croce latina e stile barocco. Sul transetto cupola con lanternino cilindrico. 
Gli affreschi originali di Giovanni Battista Alberoni sulla facciata, simulanti finte architetture, vennero cancellati nel 1854 e la facciata venne rifatta nel 1909 dall'architetto Giuseppe Ferrari d'Orsara. All'interno si possono ammirare la pala dell'altar maggiore di Sebastiano Taricco Transito di San Giuseppe e la tela San Camillo con la Vergine del Milocco. Da notare due belle statue, La Maddalena e San Giovanni Battista. L'altare maggiore, voluto da Giovanni Battista Trucchi di Levaldigi, risale al 1696.